# Свободное от сумм множество
Свободное от сумм множество — множество, не включающее суммы своих элементов, используется в аддитивной комбинаторике и аддитивной теории чисел. Формально, подмножество {\displaystyle A} абелевой группы {\displaystyle G} является свободным от сумм, если его множество сумм {\displaystyle A+A} не пересекается с {\displaystyle A}. Другими словами, {\displaystyle A} является свободным от сумм, если уравнение {\displaystyle a+b=c} не имеет решения для {\displaystyle a,b,c\in A}.
Например, множество нечётных чисел является свободным от сумм подмножеством целых чисел, а множество {\displaystyle \{N/2+1,\dots ,N\}} образует свободное от сумм подмножество множества {\displaystyle \{1,\dots ,N\}} (для чётного {\displaystyle N}).
Великая теорема Ферма утверждает, что множество ненулевых {\displaystyle n}-х степеней является свободным от целых подмножеством целых чисел для {\displaystyle n>2}.
Некоторые вопросы, возникающие по отношению к свободным от сумм множествам:
- Сколько свободных от сумм подмножеств множества {\displaystyle \{1,\dots ,N\}} существует для заданного {\displaystyle N}? Бен Грин[1] и Александр Сапоженко[2] показали, что ответ — {\displaystyle O(2^{N/2})}, как было предположено в в гипотезе Кэмерона — Эрдёша[3][4].
- Сколько свободных от сумм подмножеств содержит абелева группа {\displaystyle G}?[5]
- Какова величина наибольшего свободного от сумм подмножества, содержащегося в абелевой группе {\displaystyle G}?[5]

Свободное от сумм множество называется максимальным, если нет содержащего его большего свободного от сумм множества.